# August Walling
August Karl Walling (* 1. Februar 1911 in Schleswig; † 26. Oktober 1989 in Geislingen an der Steige) war SS-Hauptscharführer und Kommandant des Konzentrationslagers Hessental bei Schwäbisch Hall.

## Biografie
Walling war seit 1926 Musiker und Konzertmeister und seit 1934/35 (nach eigenen Angaben „passives“) Mitglied der SA. Er war verheiratet und hatte drei Kinder.
Bei Kriegsbeginn zur Luftwaffe gekommen, wurde er bis zu dessen Auflösung im Musikcorps eingesetzt. Im Frühjahr 1944 wurde er in das Konzentrationslager Natzweiler-Struthof abkommandiert, wo er als Eingangstorwache diente. Dort wurde er am 1. Mai 1944 in die Waffen-SS aufgenommen; in seiner Aussage erklärte er später nur lapidar, er habe Natzweiler „in der Uniform der SS verlassen“. Das Wachsturmbanner des Lagers Natzweiler war durch einen Sonderbefehl neu organisiert und zahlreiche Offiziere aus Wehrmacht und Luftwaffe in die Waffen-SS übernommen worden; entgegen zahlreicher späterer Aussagen waren diese jedoch nicht nur für den Wachdienst zuständig.
Vom 17. Oktober 1944 bis zur Räumung im April 1945 (Hessentaler Todesmarsch) war Walling Kommandant des zum Verwaltungskomplex des Konzentrationslagers Natzweiler gehörenden Außenlagers Hessental. Die Lagerführer der Außenlager waren in allen Häftlingsangelegenheiten allein verantwortlich und der Kommandantur Natzweiler direkt unterstellt.
Als Kommandant des Konzentrationslagers Hessental zeigte Walling einen äußerst wechselhaften Charakter: Zeugen berichten einerseits von Gewaltausbrüchen, andererseits habe er sich manchmal auch „menschlich gezeigt“.
Walling war „mit der Situation überfordert“; die Zustände im Lager unter seinem Kommando führte er in selbstmitleidiger, zynischer und entmenschlichender Weise auf äußere Umstände („Ich konnte nichts dafür“) und die Häftlinge selbst zurück („Sie waren verlaust und unterernährt und kamen schon an wie die Leichen selbst“).
Die Gesundheits- und Ernährungssituation war desolat. Gefangene, die von der Bevölkerung Nahrungsmittel annahmen oder erbettelten, wurden regelmäßig brutal bestraft oder ermordet.
Über 100 Häftlinge fielen im Februar 1945 einer Typhusepidemie zum Opfer.
Der Häftling Zmul Ackermann sagte aus, Walling habe Lebensmittel unter die Gefangenen geworfen und sich dann über deren „Kampf ums Essen belustigt“. Gefangene habe er „häufig … mit dem Stock geschlagen“. Laut der Aussage dreier Zeugen habe er den Häftling Joseph Kirchen „in den Leib geschossen“, weil dieser erbettelte Nahrungsmittel ins Lager brachte. Später soll Walling die Tat bereut haben. (Kirchen überlebte durch die Pflege von Mithäftlingen und Häftlingsärzten.)
Walling erlaubte die Beerdigung der Toten in Massengräbern auf dem jüdischen Friedhof Steinbach. Im Prozess wurde ihm dies später vorgehalten, denn es würde beweisen, dass solches Verhalten in seinem Ermessensspielraum gelegen habe.

## Prozess und Nachkriegszeit
Am 6. Oktober 1947 wurde das Strafverfahren Nr. 93 der Rastatter Prozesse mit der Verlesung der Anklageschrift eröffnet. Es behandelte die Außenlager Vaihingen, Unterriexingen, Kochendorf und Hessental – insgesamt waren 42 Personen angeklagt, darunter Walling.
Am 11. Dezember 1947 wurde er vom französischen Tribunal Général unter dem Vorsitz von Yves Lemerle wegen Kriegsverbrechen und Verbrechen gegen die Menschlichkeit zu einer zwanzigjährigen Haftstrafe mit Zwangsarbeit verurteilt. Das Gericht machte Walling dabei für die „hohe Sterberate und Exzesse“ verantwortlich; während des relativ kurzen Bestehens des Außenlagers Hessental starben mindestens 182 bis 200 Menschen.
Von der Strafe saß er im Kriegsverbrechergefängnis Wittlich nur zehn Jahre ab.
Nach seiner Haftentlassung wurde August Walling Chorleiter und Dirigent verschiedener Musikvereine, unter anderem 1958 in Schnittlingen und 1965 in Treffelhausen. Er lebte bis zu seinem Tod in Geislingen an der Steige.